# Leszek Kazimierz Klajnert
Leszek Kazimierz Klajnert (ur. 11 września 1928 w Warszawie, zm. 4 października 2013) – polski architekt, jeden z głównych przedstawicieli architektury sakralnej w Polsce, drugiej połowy XX wieku.

## Życiorys
W czasie II wojny światowej uczeń tajnych kompletów odbywających się w ramach w Gimnazjum Mikołaja Reya w Warszawie. Członek organizacji konspiracyjnej „Orlęta”, w strukturach której posługiwał się pseudonimem „Pik”. W 1954 r. uzyskał tytuł magistra inż. architektury jako absolwent Wydziału Architektury PW. Uczestniczył w odbudowie Warszawy.
Laureat nagród architektonicznych, twórca i kierownik powstałej w 1991 r. polsko-belgijskiej Pracowni Architektury „Projekt”. Został pochowany na Cmentarzu Komunalnym na Powązkach (kwatera C2-10-6).

## Wybrane projekty architektoniczne
- Kościół Najświętszej Maryi Panny Królowej Wszechświata przy ul. Opaczewskiej w Warszawie[4].
- Kościół pod wezwaniem św. Brata Alberta i św. Andrzeja Apostoła przy placu Teatralnym w Warszawie.
- Kościół i plebania SAC oo. Pallotynów w Ożarowie Mazowieckim.
- Kościół św. Teresy w Otwocku.
- Wyższe Metropolitalne Seminarium Duchowne w Warszawie.
- Wyższe Seminarium Duchowne Diecezji Warszawsko-Praskiej
- Wyższe Metropolitarne Seminarium Duchowne przy ul. Krakowskie Przedmieście w Warszawie (przebudowa).
- Liceum Ogólnokształcące pw. św. Augustyna w al. Niepodległości w Warszawie.
- Odbudowa Pałacu Jabłonowskich w Warszawie[5].
- Domu parafialny parafii św. Michała Archanioła i św. Floriana przy ul. Floriańskiej (przebudowa na potrzeby siedziby Kurii Warszawsko-Praskiej).
- Dom Księży Emerytów w Warszawie (remont).
- Dom Słowa Bożego przy ul. Grochowskiej w Warszawie (remont).
- Sienna Center przy ul. Siennej w Warszawie.
- Warta Tower przy ul. Chmielnej w Warszawie[6].
- Siedziba Automobilklubu Polski przy ul. Pańskiej w Warszawie (obudowa i rozbudowa).
- Kamienica przy ul. Marszałkowskiej 72 (odbudowa).
- Projekt odbudowy Pałacu Jabłonowskich w Warszawie[5].
- Hotel Hyatt przy ul. Belwederskiej 23 w Warszawie[2].
- Zespół budynków przy ul. Pańskiej 81/83 w Warszawie (kompleks biurowo-usługowy Elektrim S.A.)[2].
- Budynek wielorodzinny na warszawskim Kamionku – przy ul. Grochowskiej 333A[7].